# Марсель, мушля в черевичках
«Марсель, мушля в черевичках» (англ. Marcel the Shell with Shoes On) — американська комедійна драма 2021 року, яка поєднує в собі живу дію та стоп-моушн, знята Діном Флейшером Кемпом (у його повнометражному режисерському дебюті), за сценарієм Флейшера Кемп, Дженні Слейт і Ніка Пейлі з оповідання Флейшера Кемп, Слейта, Пейлі та Елізабет Холм. Він заснований на однойменній серії короткометражних фільмів, написаних Слейтом і Флейшером Кемпом. Слейт повторює свою голосову роль Марселя, антропоморфної раковини, яка живе зі своєю бабусею Конні. Флейшер Кемп, Роза Салазар, Томас Манн, Леслі Шталь та Ізабелла Росселліні також знімаються.
Прем'єра фільму відбулася на кінофестивалі в Теллурайді 3 вересня 2021 року, а 24 червня 2022 року він вийшов у обмежений прокат у Сполучених Штатах A24, а 15 липня вийшов у широкий прокат, отримавши схвальні відгуки критиків і номінований на премію «Оскар» в категорії «Найкращий повнометражний анімаційний фільм».

## Виробництво
Chiodo Bros. виробництво (відомий за культовою класичною версією 1988 року «Клоуни-вбивці з космосу») керував анімацією з Едвардом Чіодо як продюсером анімації та Кірстен Лепор режисером анімації. Стівен Чіодо був супервізором-режисером анімації фільму. Б'янка Клайн очолила операторську, тоді як Ерік Едкінс («Марс атакує!», «Пі-джей») очолив зйомку стоп-моушну.

## Випуск
Прем'єра фільму відбулася на кінофестивалі Теллурайд 3 вересня 2021 року. Його також показали на SXSW у березні 2022 року.
У листопаді 2021 року A24 придбала права на розповсюдження. Фільм вийшов у прокат у деяких кінотеатрах Сполучених Штатів 24 червня 2022 року, перш ніж вийти в загальнонаціональний прокат 15 липня. 5 вересня 2022 року фільм вийшов на shop.a24films.com на Blu-Ray і 4k Ultra HD, а також у Канаді на стандартному DVD+цифровому та Blu-Ray, а також всюди в цифровому форматі.

## Сприйняття

### Критика
На агрегаторі оглядів Rotten Tomatoes 99 % із 154 відгуків є позитивними із середньою оцінкою 8,3/10. Консенсус критиків гласить: «Зворушливий, глибокий і надзвичайно зворушливий „Марсель, Мушля в черевичках“ — це анімація зі справжнім серцем». Metacritic, який використовує середньозважену оцінку, поставив фільму оцінку 81 зі 100 на основі 34 критиків, вказуючи на «загальне визнання».

### Відзнаки
20 липня 2022 року Дін Флейшер Кемп заявив, що навіть якщо у фільмі є анімаційні персонажі, які живуть і взаємодіють із світом живих дій, він матиме право на номінацію на найкращий повнометражний анімаційний фільм на 95-й церемонії вручення премії Оскар у 2023 році. Далі він сказав, що для того, щоб його розглянули, він і A24 повинні будуть подати документацію, щоб підтвердити, що він відповідає вимогам, згідно з якими «анімація повинна займати не менше 75 відсотків тривалості картини». Крім того, оповідальний анімаційний фільм має мати значну кількість анімованих персонажів". 9 листопада 2022 року Академія кінематографічних мистецтв і наук офіційно визнала фільм придатним для розгляду в категорії анімації. Він також був номінований на премію «Золотий глобус» як найкращий повнометражний анімаційний фільм, але програв «Піноккіо» Гільєрмо дель Торо.